# انستیتو فنلاندی در فرانسه
انستیتو فنلاندی در فرانسه، یک نهاد مستقل و چند رشته‌ای بین فنلاند و فرانسه است. این مؤسسه در سال ۱۹۹۰ در منطقه ۵ پاریس افتتاح شد.

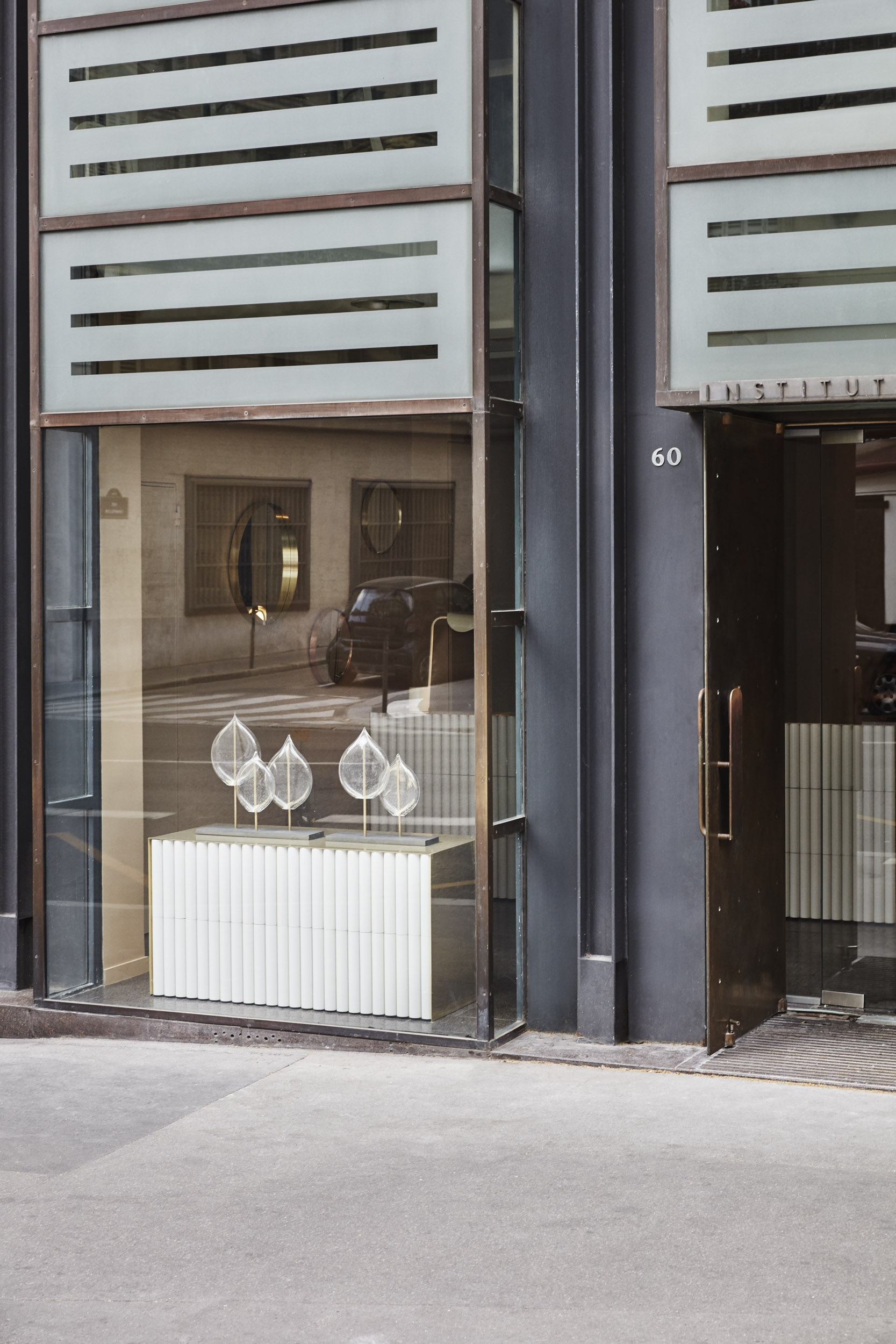
نمای Institut finlandais. عکس از Mikko Ryhänen.